# Klejnoty (film)
Klejnoty (ang. Danielle Steel’s „Jewels”) – film telewizyjny z 1992 roku. Adaptacja powieści Danielle Steel o tym samym tytule.

## Opis fabuły
Stany Zjednoczone, lata trzydzieste XX wieku. Zamożna Sarah wychodzi za mąż, nie zdając sobie sprawy z porywczego charakteru narzeczonego. Kiedy prawda wychodzi na jaw, Sarah decyduje się na rozwód. Rodzice zabierają ją do Europy, chcąc by zapomniała o nieudanym związku. Tam w Sarze zakochuje się przystojny książę William Whitfield, członek brytyjskiej rodziny królewskiej. Pokonując opory rodziny, para staje na ślubnym kobiercu. Po ślubie oboje osiedlają się we Francji, gdzie zamieszkują w pięknym zamku. Tam przychodzi na świat ich pierwszy syn, Phillip. Kiedy wybucha II wojna światowa William wraca jednak do Anglii i zaciąga się do wojska. Tymczasem Niemcy zajmują posiadłość Whitfieldów.

## Główne role
- Annette O’Toole jako Sarah
- Anthony Andrews jako William Whitfield
- Geoffrey Whitehead jako król George
- Giuliano Gemma jako Lorenzo
- Christopher Villiers jako Phillip
- Jürgen Prochnow jako Joachim von Mannheim
- Robert Wagner jako Charles
- Corinne Touzet jako Emanuelle
- Sheila Gish jako Victoria Thompson
- Benedict Taylor jako Julian

## Nagrody i nominacje
Złote Globy 1992:
- Najlepszy miniserial lub film tv (nominacja)
- Najlepszy aktor w miniserialu lub filmie tv – Anthony Andrews (nominacja)

Nagroda Emmy 1992:
- Najlepsza muzyka w miniserialu lub filmie tv (dramatyczny underscore) – Patrick Williams (za część I)